# Fabio Baggio

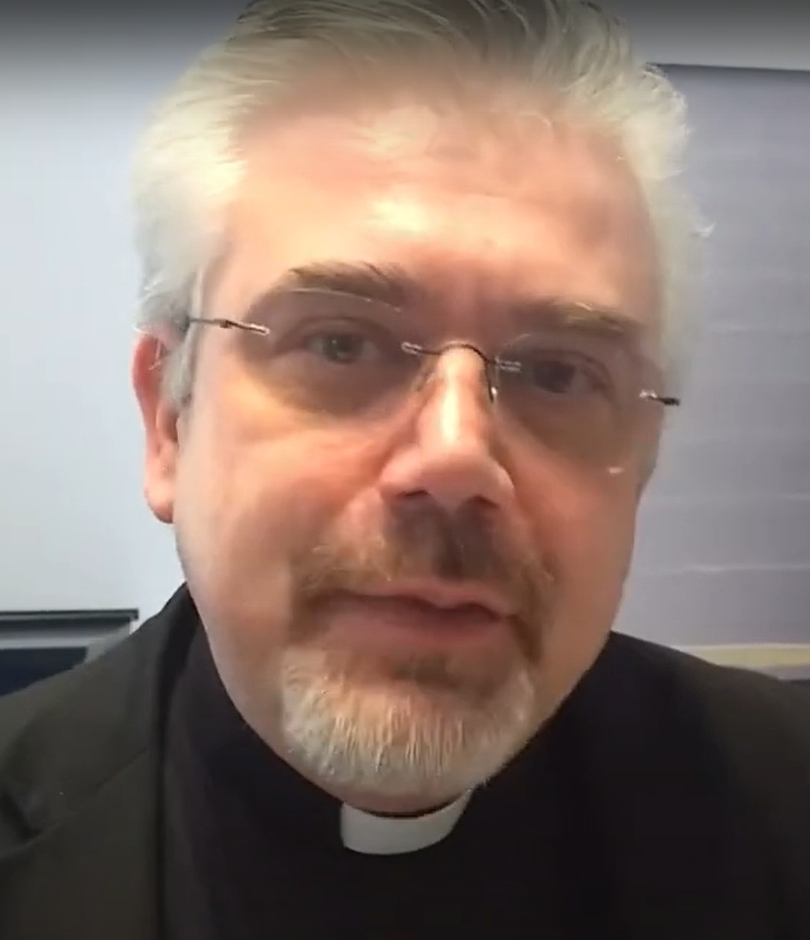
Fabio Baggio, 2019

Kardinalswappen von Fabio Baggio

Fabio Kardinal Baggio CS (* 15. Januar 1965 in Bassano del Grappa, Provinz Vicenza, Italien) ist ein römisch-katholischer Ordensgeistlicher und Kurienkardinal.

## Leben
Fabio Baggio trat 1976 der Ordensgemeinschaft der Congregatio Scalabriniana bei und legte 1991 die ewige Profess ab. Er empfing am 11. Juli 1992 das Sakrament der Priesterweihe und war als Missionspriester des Skalabinerordens tätig. Von 1995 bis 1997 war er in Chile für die bischöfliche Kommission für Migration tätig, nachdem er zuvor in der Hauptstadt Santiago de Chile erste Aufgaben als Pfarrer übernommen hatte. 1999 zog er nach Argentinien und leitete im Erzbistum Buenos Aires bis 2002 die Abteilung für Migration. Er leitete das Scalabrini Migration Center in Quezon City, Philippinen, und war verantwortlich für das Asian and Pacific Migration Journal (2002–2010). Im Jahr 2010 wurde er zum Direktor des Scalabrini International Migration Institute (SIMI) in Rom ernannt. Nach seiner Rückkehr nach Italien war er zudem bis zu seiner Berufung an die Kurie Professor an der Theologischen Fakultät der Päpstlichen Universität Urbaniana und lehrte an mehreren europäischen, lateinamerikanischen und asiatischen Universitäten.
Am 14. Dezember 2016 ernannte ihn Papst Franziskus mit Wirkung zum 1. Januar 2017 zum Untersekretär des Dikasteriums für die ganzheitliche Entwicklung des Menschen. Seine Zuständigkeit für den Bereich der Migranten und Flüchtlinge wurde am 23. April 2022 vom Papst bestätigt und um den Bereich der Sonderprojekte erweitert.
Baggio ist seit dem 26. August 2021 zudem Sekretär der COVID-19 Vatikan Kommission, die sich mit den sozioökonomischen Herausforderungen der Zukunft der COVID-19-Pandemie befasst.
Am 6. Oktober 2024 kündigte Papst Franziskus an, ihn am 7. Dezember 2024 in das Kardinalskollegium aufnehmen zu wollen. Im Vorfeld der Kardinalserhebung ernannte ihn Papst Franziskus am 31. Oktober 2024 zum Titularerzbischof von Urusi. Im Konsistorium vom 7. Dezember 2024 nahm ihn Papst Franziskus als Kardinaldiakon mit der Titeldiakonie San Filippo Neri in Eurosia in das Kardinalskollegium auf. Die Bischofsweihe spendete ihm der Präfekt des Dikasteriums für den Dienst zugunsten der ganzheitlichen Entwicklung des Menschen, Michael Kardinal Czerny SJ, am 11. Januar 2025 in der Kirche Santissima Trinità in Bassano del Grappa. Mitkonsekratoren waren Silvano Kardinal Tomasi CS und der Bischof von Vicenza, Giuliano Brugnotto. Die Besitzergreifung seiner Titeldiakonie fand am 1. Februar 2025 statt.
Am 11. Januar 2025 berief ihn der Papst zudem zum Mitglied des Dikasteriums für Laien, Familie und Leben und am 1. April 2025 zum Mitglied der Güterverwaltung des Apostolischen Stuhls.